# Angèle Hug
Angèle Hug (Les Ollières-sur-Eyrieux, 30 de julho de 2000) é uma canoísta francesa.

## Carreira
Hug tem quatro medalhas no Mundial Sub-23 com um ouro na equipe K1 (2021), uma prata na equipe C1 (2021) e dois bronzes (C2 misto: 2017, equipe K1: 2022). No Campeonato Europeu de 2021 em Ivrea, ela conquistou a medalha de bronze na prova por equipes C1, ficando em 16º lugar individualmente. Hug terminou em 4º lugar na prova mista C2 no Campeonato Mundial de 2017 em Pau.
Ela terminou em 2º lugar nas seleções nacionais para a prova C1 nas Olimpíadas de Tóquio de 2020, tornando-se substituta olímpica e garantindo um esporte na seleção da Copa do Mundo. Em sua primeira Copa do Mundo em Pau, Hug ficou em 8º lugar depois de se classificar como o terceiro mais rápido para a final.
Ela terminou em 5º lugar na classificação da Copa do Mundo de 2021 para C1, chegando a duas finais. No Campeonato Mundial Sub-23 de 2021 em Tacen, Hug terminou em 4º no K1 e 5º no C1. Nos Europeus Sub-23 de 2021, ela terminou em 6º lugar em ambas as provas. Nos Jogos Olímpicos de Verão de 2024, em Paris, conquistou a medalha de prata na competição do caiaque cross feminino.